# 梅桜賞
梅桜賞（うめざくらしょう）は、愛知県競馬組合が名古屋競馬場で施行する地方競馬の競走。正式名称は「新冠町長杯 梅桜賞」。

## 概要
2014年に3歳牝馬限定の中央競馬の優駿牝馬（オークス）ステップ競走に向けたブロック代表馬を選定する重賞競走として新設された。2021年まで優勝馬は優駿牝馬ステップ競走へのブロック代表馬となった。
2019年は「中京スポーツ創刊50周年記念杯」の名を冠して施行。
2022年からは東海地区所属馬限定競走となる。
2023年からは名古屋競馬場の移転に伴い、ダート1700mへ距離が変更されるとともに準重賞に降格となり、回次が付されなくなる。

### 条件・賞金（2025年）
出走条件
サラブレッド系3歳牝馬、東海所属。
負担重量
55kg。
賞金額
1着200万円、2着70万円、3着40万円、4着30万円、5着20万円。
副賞
新冠町長杯。

## 歴代優勝馬
2022年までは旧・名古屋競馬場での施行。
| 回数  | 施行日        | 競馬場 | 距離    | 優勝馬             | 性齢 | 所属   | タイム | 優勝騎手 | 管理調教師 | 馬主                   |
| ----- | ------------- | ------ | ------- | ------------------ | ---- | ------ | ------ | -------- | ---------- | ---------------------- |
| 第1回 | 2014年2月20日 | 名古屋 | ダ1800m | ユノエスケープ     | 牝3  | 園田   | 2:00.7 | 板野央   | 保利良次   | 平賀眞吾               |
| 第2回 | 2015年2月11日 | 名古屋 | ダ1800m | トーコーヴィーナス | 牝3  | 園田   | 1:59.2 | 木村健   | 吉行龍穂   | 森田藤治               |
| 第3回 | 2016年2月05日 | 名古屋 | ダ1800m | モズキンボシ       | 牝3  | 西脇   | 2:01.8 | 宮下康一 | 田村彰啓   | 藤田司                 |
| 第4回 | 2017年1月31日 | 名古屋 | ダ1800m | ヤマミダンス       | 牝3  | 金沢   | 2:00.2 | 青柳正義 | 中川雅之   | 山下幹夫               |
| 第5回 | 2018年1月30日 | 名古屋 | ダ1800m | サムライドライブ   | 牝3  | 名古屋 | 2:02.9 | 丸野勝虎 | 角田輝也   | （株）グリーンファーム |
| 第6回 | 2019年1月29日 | 名古屋 | ダ1800m | エムエスクイーン   | 牝3  | 名古屋 | 2:01.9 | 今井貴大 | 竹下直人   | 森哲                   |
| 第7回 | 2020年1月28日 | 名古屋 | ダ1800m | ニュータウンガール | 牝3  | 笠松   | 2:00.4 | 佐藤友則 | 井上孝彦   | （有）新生ファーム     |
| 第8回 | 2021年1月26日 | 名古屋 | ダ1800m | ティーズダンキー   | 牝3  | 名古屋 | 2:02.7 | 大畑雅章 | 今津博之   | 立山伸二               |
| 第9回 | 2022年2月01日 | 名古屋 | ダ1800m | アップテンペスト   | 牝3  | 名古屋 | 1:59.4 | 加藤聡一 | 井手上慎一 | 増田兼良               |
|       | 2023年2月14日 | 名古屋 | ダ1700m | セブンカラーズ     | 牝3  | 名古屋 | 1:50.9 | 山田祥雄 | 川西毅     | （株）グリーンファーム |
|       | 2024年1月31日 | 名古屋 | ダ1700m | サンデーロウリュウ | 牝3  | 名古屋 | 1:53.3 | 細川智史 | 宇都英樹   | 山下孝司               |
|       | 2025年1月29日 | 名古屋 | ダ1700m | セットクルール     | 牝3  | 名古屋 | 1:51.5 | 加藤聡一 | 川西毅     | （株）グリーンファーム |

各回競走結果の出典
- 梅桜賞　歴代優勝馬 -地方競馬全国協会
- JBISサーチ
  - 2014年、2015年、2016年、2017年、2018年、2019年、2020年、2021年、2022年、2023年、2024年、2025年